# Ahmed Hassanein
Ahmed Hassanein Pacha (en arabe : أحمد حسنين باشا), aussi appelé Aḥmad Moḥammad Makhlūf Ḥasanēn al-Būlākī (en arabe : أحمد محمد مخلوف حسنين البولاقى), né le 31 octobre 1889 et mort le 19 février 1946, est l'une des principales personnalités de la première moitié du XXe siècle en Égypte. Il a été diplomate, escrimeur, photographe, écrivain, explorateur, et tuteur du roi Farouk, dont il a été chef du divan et chambellan de 1936 à sa mort.

## Biographie
Ahmed Hassanein est le fils d'un professeur de l'université al-Azhar et le petit-fils du dernier amiral de la flotte égyptienne, Ahmed Pacha Mazhar Hassanein. Il fait ses études au Caire, puis à l'université d'Oxford, qu'il quitte en 1914 avec une licence en droit.
Entre 1922 et 1924, il explore le désert libyen et le Soudan, et y découvre les « oasis perdues », en fait des sources situées dans le jebel Uweinat et le jebel Arkanu - qui étaient restées jusqu'alors inconnus des populations nomades locales. Il ouvre ainsi de nouvelles routes entre Koufra (qu'il visite avec Rosita Forbes) et le Soudan. Il réalise des cartes de la région, publie un rapport dans la revue National Geographic, puis un ouvrage, The Lost Oases (Les oasis perdues), en 1925, traduit à l'époque en arabe et en allemand. Il reçoit en 1924 la médaille d'or de la Royal Geographical Society de Londres, « pour son voyage à Koufra et au Darfour ». En 1929, il est lauréat, avec le Prince Kamal el Dine Hussein (en), de la grande médaille d'or des explorations et voyages de découverte de la Société de géographie pour leur exploration du Sahara oriental.
En 1920 et 1924, il concourt pour l'Égypte aux Jeux olympiques, en épée et en sabre.
De 1925 à 1936, il est conseiller du roi Fouad Ier, qui le nomme tuteur de son fils Farouk. Il est probablement l'homme le plus influent en Égypte de la mort du roi Fouad à la sienne propre, survenue en 1946 dans un accident de voiture. Il est enterré dans un mausolée imposant, conçu par son beau-frère Hassan Fathy.